# Руси Русев (треньор)
 Тази статия е за треньора.  За други хора с това име вижте Руси Русев.  
Руси Русев е български треньор.
Завършил е първият випуск на Дряновската смесена гимназия. Дипломира се във Висшия институт за физическа култура и спорт (ВИФ, днес НСА) в София.
Бил е преподавател в спортната школа за подготовка на спортни инструктори. В столицата е учителствал в ТОХ, в Чепеларе е давал първите уроци в спорта на футболистите на „Левски“ Божидар Искренов и Петър Петров, на боксьора Георги Стоименов. Бил е и хоноруван преподавател във ВИФ, София.